# Birgit Klåvus
Birgit Alice Klåvus, född 8 januari 1940 i Björneborg, död 6 juni 1989 i Närpes, var en finländsk vissångerska. 
Klåvus debuterade i Närpes 1956 och var ursprungligen sångerska i revyer och dansorkestrar. I början av 1970-talet övergick hon till visgenren och tog initiativ till Visans vänner i Närpes 1977. Under åren 1977–1987 inriktade hon sig särskilt på framträdanden på sjukhus och ålderdomshem i Svenskfinland. Hennes repertoar omfattade folkliga visor ur nordisk och finlandssvensk tradition, nykomponerade visor samt tonsättningar, egna och andras, till dikter av bland andra Edith Södergran och Jacob Tegengren. Birgit Klåvus minnesfond till förmån för elever vid Sydösterbottens musikläroanstalt förvaltas av Svenska Österbottens kulturfond.

## Diskografi i urval
- En ros jag dig sänder (1979)
- Junimorgon (1984)
- En älskelig vän (samlingsalbum, 2004)